# Demografia da União Europeia

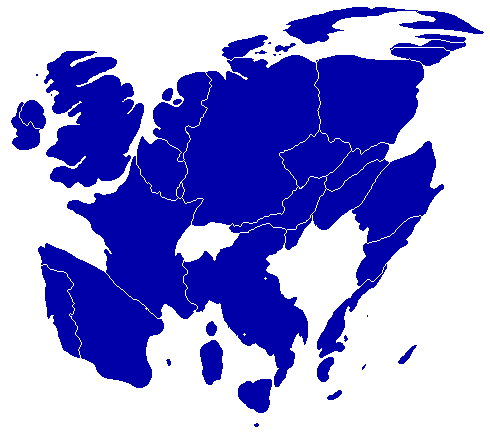
Um cartograma alusivo distribuição da população dentro da União Europeia. Note que cerca de metade de todos os cidadãos no seio da UE vivem nos 4 maiores Estados-Membros: Alemanha, França, Reino Unido e Itália.

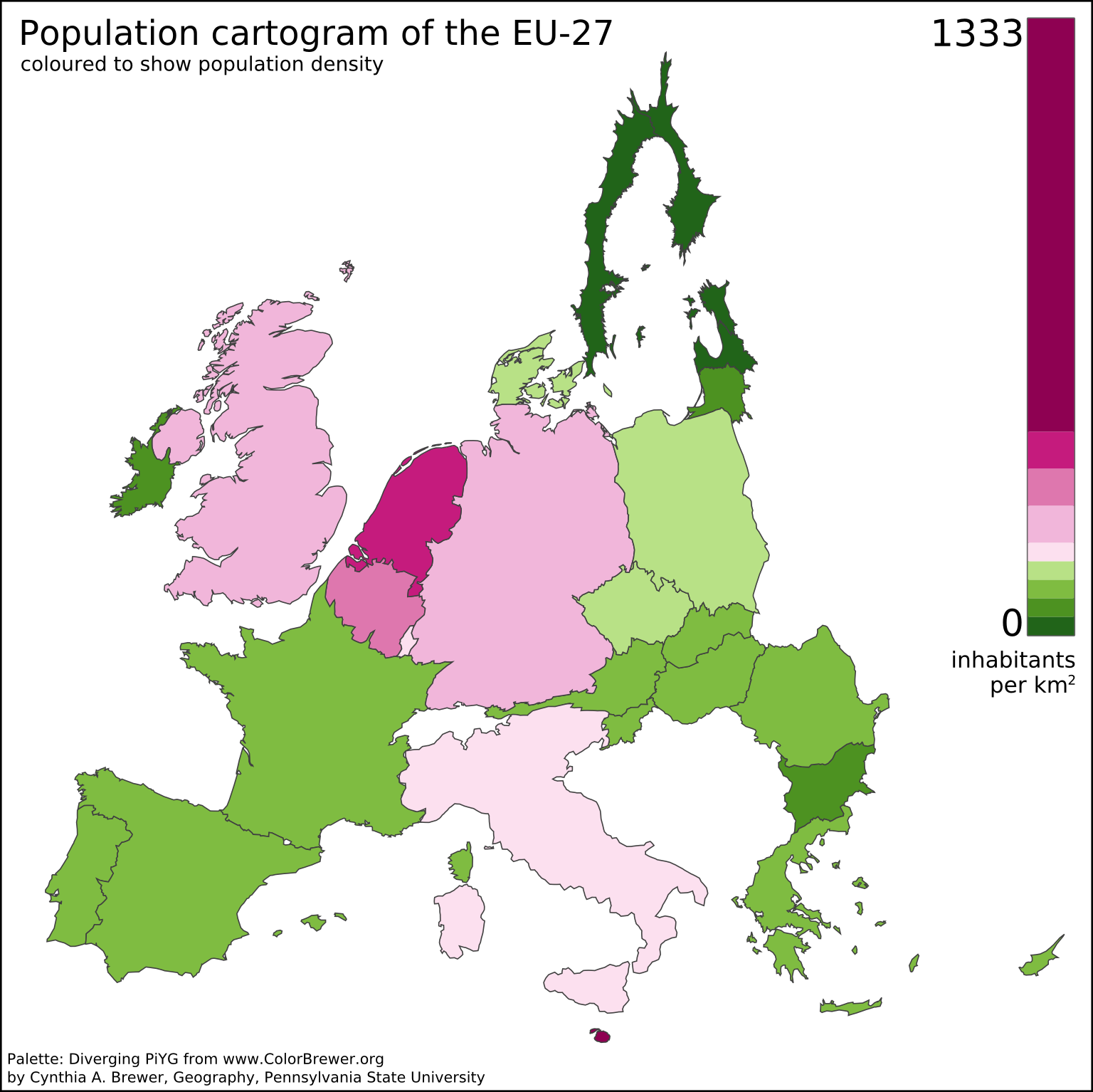
Outro cartograma da densidade populacional.

A União Europeia é muito povoada, culturalmente diversa pela união de 27 Estados-Membros. 
A partir de 1 de Janeiro de 2006, a população da UE era de cerca de 493 milhões de pessoas. Em muitos países espera-se uma diminuição da população nas próximas décadas, embora este possa ser compensado com os novos países que tencionam aderir à UE nos próximos 20 anos. 
O estado mais populoso é a Alemanha, com um valor estimado em 82 milhões de habitantes. A França e a Irlanda têm as mais altas taxas de natalidade.
| Estado-Membro  | População em milhões | População % da UE | Área km2 | Área % da UE | Densidade Pop. Pessoas/km2 |
| -------------- | -------------------- | ----------------- | -------- | ------------ | -------------------------- |
| União Europeia | 494.8                | 100%              | 4422,773 | 100%         | 112                        |
| Alemanha       | 82.2                 | 16.6%             | 357,021  | 8.1%         | 231                        |
| Áustria        | 8.3                  | 1.7%              | 83,858   | 1.9%         | 99                         |
| Bélgica        | 10.5                 | 2.1%              | 30,510   | 0.7%         | 344                        |
| Bulgária       | 7.5                  | 1.5%              | 110,912  | 2.5%         | 70                         |
| Chipre         | 0.8                  | 0.2%              | 9,250    | 0.2%         | 84                         |
| Dinamarca      | 5.4                  | 1.1%              | 43,094   | 1.0%         | 126                        |
| Eslováquia     | 5.4                  | 1.1%              | 48,845   | 1.1%         | 111                        |
| Eslovénia      | 2.0                  | 0.4%              | 20,253   | 0.5%         | 99                         |
| Espanha        | 47.1                 | 9.0%              | 504,782  | 11.4%        | 93                         |
| Estónia        | 1.4                  | 0.3%              | 45,226   | 1.0%         | 29                         |
| Finlândia      | 5.3                  | 1.1%              | 337,030  | 7.6%         | 16                         |
| França         | 63.8                 | 13.0%             | 643,548  | 14.6%        | 99                         |
| Grécia         | 11.1                 | 2.2%              | 131,940  | 3.0%         | 84                         |
| Hungria        | 10.1                 | 2.0%              | 93,030   | 2.1%         | 108                        |
| Irlanda        | 4.2                  | 0.8%              | 70,280   | 1.6%         | 60                         |
| Itália         | 59.7                 | 12%               | 301,320  | 6.8%         | 198                        |
| Letónia        | 2.3                  | 0.5%              | 64,589   | 1.5%         | 35                         |
| Lituânia       | 3.4                  | 0.7%              | 65,200   | 1.5%         | 52                         |
| Luxemburgo     | 0.5                  | 0.1%              | 2,586    | 0.1%         | 181                        |
| Malta          | 0.4                  | 0.1%              | 0,316    | 0.0%         | 1261                       |
| Países Baixos  | 16.4                 | 3.3%              | 41,526   | 0.9%         | 394                        |
| Polónia        | 38.1                 | 7.7%              | 312,685  | 7.1%         | 122                        |
| Portugal       | 10.6                 | 2.1%              | 92,931   | 2.1%         | 114                        |
| Chéquia        | 10.3                 | 2.1%              | 78,866   | 1.8%         | 131                        |
| Reino Unido    | 60.6                 | 12.3%             | 244,820  | 5.5%         | 246                        |
| Roménia        | 21.6                 | 4.4%              | 238,391  | 5.4%         | 91                         |
| Suécia         | 9.1                  | 1.8%              | 449,964  | 10.2%        | 20                         |